# Gambie
Gambie, plným názvem Gambijská republika, je přímořský stát v západní Africe, rozlohou nejmenší na africkém kontinentu. Leží při pobřeží Atlantského oceánu. Jediným sousedem Gambie je Senegal.

## Historie

### Předkoloniální a koloniální období

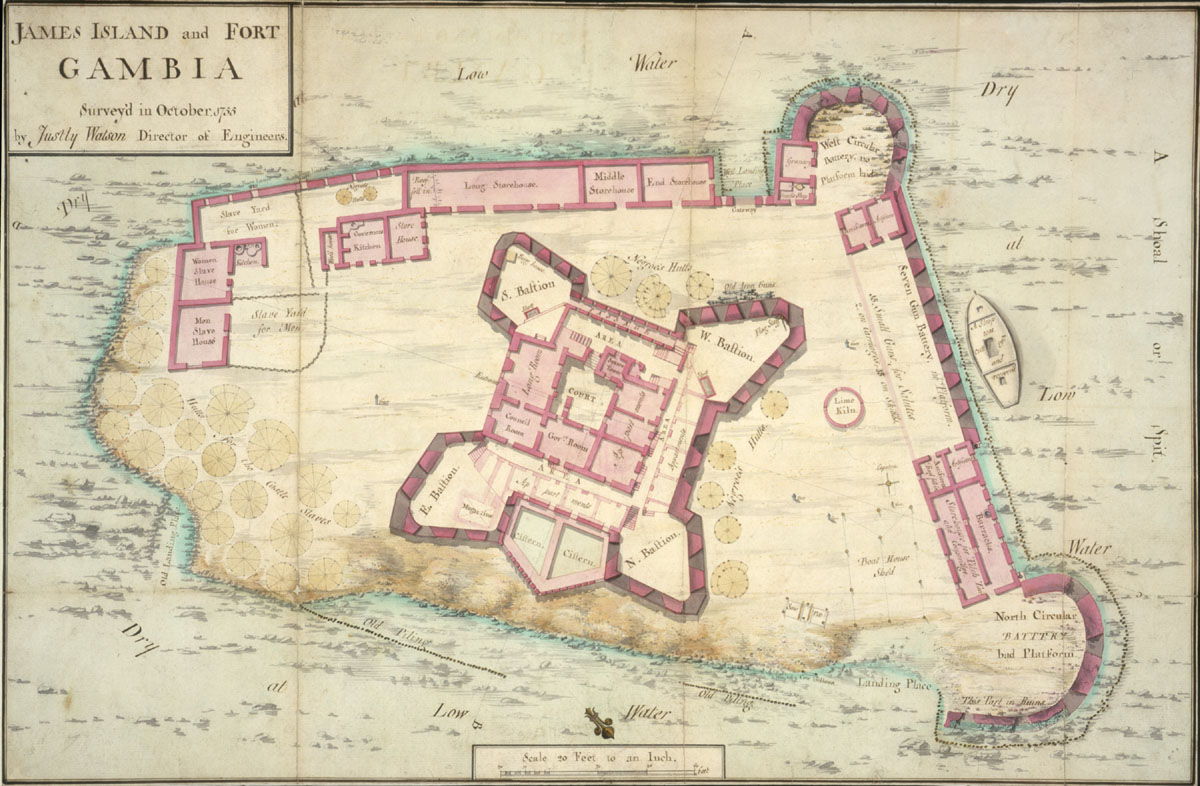
Mapa Fort Gambia

V 10. a 11. století bylo území součástí říše Ghana, ve 14. století patřilo k říši Mali. V 15. století sem zasahovaly hranice songhajské říše. V roce 1455 přistáli u břehů Gambie Portugalci, v ústí řeky Gambie byly tehdy zřízeny první obchodní stanice, které byly během několika desítek let opuštěny. V 15.–19. stol. se na území Senegambie nacházela drobná soupeřící kmenová království. Jejich vzájemné rozpory usnadnily kolonizaci oblasti. V oblasti Gambie byla nejvlivnější mandinkská říše Gabu/Kaabu, zahrnující území dnešní Gambie, Casamance a Guiney-Bissau, bývalý vazalský stát říše Mali, který však byl od roku 1537 nezávislý. V 18. stol. probíhalo spíše prestižní než hospodářsky opodstatněné soupeření o vliv v oblasti mezi Británií a Francií. V letech 1763–1783 byla celá Senegambie pod britským vlivem, roku 1783 dala Versailleská smlouva kontrolu nad Senegambií Francii, britskou přítomnost dále tvořili pouze obchodníci. Roku 1816 Britové koupili od místního krále ostrov v ústí řeky, na kterém dnes leží hlavní město Banjul, kde vybudovali vojenskou základnu. Město, zvané tehdy Bathurst, rychle rostlo.
V průběhu 19. století dochází k několika změnám statusu kolonie: v letech 1821–1843 byla Gambie spravována jako součást Britské západoafrické federace, poté jako samostatná kolonie s vlastním guvernérem a v letech 1866–1889 spadala pod generálního guvernéra ve Freetownu (Sierra Leone). V 70. letech 19. století se britská vláda dvakrát pokusila prodat Gambii Francii, čemuž bránila jak britská opozice, tak odpor Gambijců. Druhá polovina 19. století je ve znamení tzv. soninksko-marabutských válek – série náboženských konfliktů mezi animistickými a muslimskými obyvateli. Dochází k postupné islamizaci oblasti. V roce 1889 Velká Británie a Francie dosáhly dohody o hranicích Gambie, které získaly dnešní podobu. Od roku 1894 byla země britským protektorátem, ve vnitrozemí byl uplatňován pro Brity typický systém nepřímé správy. Území Britové rozdělili na 35 oblastí v čele s náčelníky. Za druhé světové války Gambijci bojovali v britských oddílech v Barmě. V roce 1962 získala Gambie vnitřní autonomii. Dne 18. února 1965 byla vyhlášena nezávislost.

### Nezávislost a první republika
Na rozdíl od sousedního Senegalu se politický život v Gambii rozvíjel velmi pomalu. Univerzální volební právo bylo zavedeno až v roce 1960. Před získáním nezávislosti byly v zemi aktivní pouze dvě významnější politické strany – Sjednocená strana (anglicky: United Party - UP), hájící především zájmy městského obyvatelstva pobřežní oblasti, a agrárně orientovaná Protektorátní lidová strana, pozdější Lidová pokroková strana (anglicky: Protectorate People‘s Party/People‘s Progressive Party – PPP), vedená Dawdou Jawarou. Ve volbách roku 1962 se stala dominantní stranou PPP, a tak to byl Jawara, který přivedl zemi k nezávislosti v rámci Commonwealthu v roce 1965. V roce 1970 se země stala republikou v čele s prezidentem.
Politický vývoj lze připodobnit k vývoji v jiné africké zemi – Botswaně. Probíhaly zde řádné volby, ze kterých vždy s velkou převahou jako nejsilnější parlamentní strana vzešla PPP a Jawara byl se značným náskokem opakovaně volen prezidentem země. Ani zde nikdy neproběhla demokratická výměna mocenských elit. Podobně jako Botswana, ani Gambie nepokládala za nutné investovat do armády. Až do roku 1982 neměla Gambie armádu žádnou.
Období Jawarovy vlády bývá často zjednodušeně vnímáno jasně pozitivně díky vícestranickému systému, který je v tomto období africkém kontextu výjimečný. Jawarova dlouholetá vláda, byť legitimizovaná opakovanými volbami, ve kterých opozice i kvůli značně většinovému volebnímu systému nebyla schopna získat významnější pozice, byla značně autokratická a během téměř třiceti let se vládní režim stal výrazně zkorumpovaným. Hlavní politické nebezpečí nepředstavovala demokratická opozice, tvořená z významné části uskupeními vzniklými z odštěpených frakcí vládnoucí PPP, nýbrž pokus o státní převrat v roce 1981. Jawara, pod jehož vedením do té doby Gambie neměla vlastní armádu, požádal o vojenskou pomoc sousední Senegal. Po týdenních bojích byli povstalci poraženi; krvavý střet si vyžádal přes 1000 obětí. Pokus o převrat měl dva zásadní politické důsledky. Za prvé dal o několik měsíců později vzniknout Senegambijské konfederaci, která však byla vzhledem k nerovnému postavení velkého Senegalu a malé Gambie rozpuštěna v roce 1989. Za druhé došlo k vytvoření armády, nejprve v podobě společné senegambijské. Z té se po konci konfederace vyčlenila Gambijská národní armáda.

### Jammehův převrat a druhá republika
Začátkem 90. let začala narůstat nespokojenost s Jawarovým režimem, který byl obviňován z korupce a finančních machinací. Nespokojená začala být i armáda, která opakovaně protestovala proti opožďování plateb a neuspokojivým podmínkám služby. Přes tento vývoj byl nekrvavý vojenský převrat 22. července 1994 vedený poručíkem Yahyou Jammehem překvapením. Snadnost uchopení moci patrně překvapila i samotné aktéry puče. Jawarovy žádosti o zahraniční intervenci byly neúspěšné a Jawarovi samotnému nezbylo než odejít do exilu do Velké Británie. Bezprostřední pohnutkou k pokusu o převrat byla nespokojenost v armádě. Byly problémy se stravováním a ubytováním, mladí důstojníci neviděli svoji perspektivu, neboť vyšší pozice zaujímali Nigerijci, jelikož na základě vojenských smluv Nigérie pomáhala Gambii budovat vlastní armádu. Sám Jammeh patřil k jednotce, která se účastnila mírové mise v Libérii, avšak nedostala za tento úkol zaplaceno.
Jammeh stál v čele státu nejprve jako předseda pětičlenné Dočasné vládnoucí rady ozbrojených sil (anglicky: Armed Forces Provisional Ruling Council - AFPRC). Žádný z důstojníků, kteří ji tvořili, nebyl starší 30 let. Převrat měl zpočátku širokou podporu mezi obyvatelstvem, které si slibovalo změnu po dlouholeté zkostnatělé Jawarově vládě. Jammeh ještě obratně zvyšoval očekávání svými populistickými prohlášeními plnými ušlechtilých cílů. „Kritizujte nás, kdykoliv se zmýlíme. Nechceme vaši chválu,“ vzkazoval médiím.
Jammeh přestál několik pokusů o své svržení, včetně snahy o převrat ze strany některých ostatních členů Rady. Postupně se z pozice prvního mezi rovnými v rámci Rady stal jediným, a směřoval tak za svým cílem dosáhnout vítězství v prezidentských volbách. Návrh nové ústavy byl Jammehovi šitý na míru, kandidát musel být ve věku mezi 30 a 65 lety. Takováto věková hranice znemožnila kandidaturu řadě politických veteránů, kteří se mohli stát Jammehovými vážnými soupeři. Počet možných funkčních období prezidenta nebyl omezen. Ústava zároveň zaručovala beztrestnost členům AFPRC za minulé činy a byla schválena v referendu 8. srpna 1996.
Jammeh neponechal nic náhodě. Zákaz činnosti politických stran byl zrušen jen několik týdnů před prezidentskými volbami plánovanými na konec září 1996. Tři nejvýznamnější strany minulého režimu však byly zakázány i nadále a kandidatura byla zakázána komukoliv, kdo v letech 1964–1994 zastával jakoukoliv vládní funkci. AFPRC se dle očekávání transformovala v politickou stranu – Alianci pro vlastenecké přesměrování a výstavbu (anglicky: Aliance for Patriotic Reorientation and Construction - APRC).
Během volební kampaně Jammeh rozdal mezi obyvatelstvo propagační trička v hodnotě 5 mil. USD. Vládou kontrolovaná média využil Jammeh pro vlastní kampaň, nepohodlní novináři byli zatýkáni, protikandidáti zastrašováni. Jammeh v prezidentských volbách uspěl. Uspěla i APRC v parlamentních volbách v lednu 1997, které byly na rozdíl od voleb prezidentských opozicí i většinou mezinárodních pozorovatelů označeny za spravedlivé.
V následujících letech vystupovala Jammehova vláda nejrůznějšími způsoby proti nezávislému tisku. Nezávislost Nezávislé volební komise byla opakovaně zpochybňována. Vláda ohlásila několik odhalených spiknutí, která měla vést ke státnímu převratu. V zemi rovněž proběhlo několik protivládních demonstrací, které byly zpravidla násilně rozehnány, a došlo i k obětem na životech.
V roce 2001 byla povolena činnost tří stran do té doby zakázaných, avšak jejich představitelé, kteří byli aktivní za první republiky, se stále nemohli ucházet o státní funkce ve volbách. Jawara, který byl v roce 1996 in absentia obviněn z defraudace a posléze mu byl zabaven veškerý majetek v zemi, byl Jammehem amnestován. V červnu 2002 se vrátil do rodné Gambie, setkal se s prezidentem, rezignoval na své, byť již jen formální, předsednictví PPP a rozhodl se odejít z politického života.
Jammeh svůj úřad obhájil ve volbách v říjnu 2001, které byly mezinárodními pozorovateli označeny za celkem spravedlivé, na rozdíl od gambijské opozice, která poukazovala na machinace se seznamy voličů. Volba byla umožněna řadě Senegalců žijících v Gambii, zpravidla příslušníků Jammehova etnika Diola, zatímco Gambijci žijící v zahraničí volit nemohli.
Většina opozičních stran se rozhodla bojkotovat parlamentní volby v lednu 2002, ve kterých za velmi nízké účasti voličů získala téměř všechny mandáty APRC. Bojkotovány byly i dlouho odkládané místní volby, které proběhly poprvé od roku 1992 v dubnu 2002. Podobná situace, kterou lze označit za kvazidemokracii, panovala i v následujících letech. Rovněž poslední volby se vyznačovaly naprosto nerovnými podmínkami volební kampaně. Nebylo proto překvapením, že Jammeh byl opět zvolen prezidentem v září 2006 a následně APRC v parlamentních volbách v lednu 2007 získala 42 z 48 možných mandátů.
V roce 2013 vystoupila Gambie z Commonwealthu a roku 2016 z Mezinárodního trestního soudu (ICC).
V prezidentských volbách konaných v prosinci 2016 Jammeh podlehl opozičnímu Adamovi Barrowovi, avšak odmítl uznat jejich výsledek a vzdát se svého postu. Následně dne 19. ledna 2017 vstoupila do země senegalská armáda s podporou států ECOWAS, aby zajistila bezodkladné předání moci vítězi voleb.
V roce 2018 se Gambie vrátila do Commonwealthu.

## Státní symboly

### Vlajka
Gambijská vlajka je tvořena listem o poměru stran 2:3 se třemi vodorovnými pruhy – červeným, modrým a zeleným, které jsou odděleny bílými lemy. Poměr šířek pruhů je 6:1:4:1:6.

### Hymna
Gambijská hymna je píseň For The Gambia Our Homeland (česky Pro Gambii, naši vlast), kterou na motivy lidové gambijské písně složil Jeremy Howe.

## Geografie

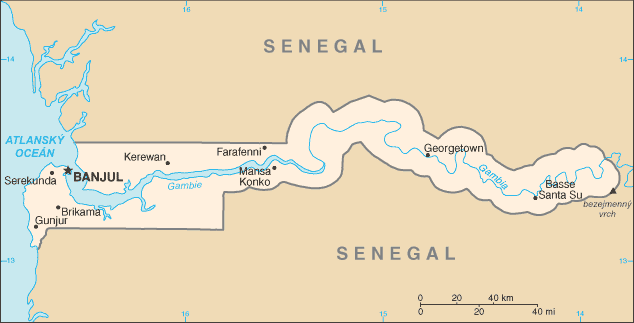
Mapa Gambie

Území Gambie je prakticky tvořeno pouze širokou aluviální nížinou, mírně se sklánějící k největší řece Gambia, která vytváří estuáriové ústí do Atlantského oceánu. V Gambii panuje tropické klima s letním obdobím dešťů. Průměrné roční teploty se pohybují v rozmezí 25 °C až 26 °C.
Území Gambie představuje typický příklad umělých koloniálních hranic definovaných bez přihlédnutí k místním geografickým či etnickým poměrům. Gambijské teritorium bylo určeno jako desetimílový pás na obou březích řeky Gambie v úseku její splavnosti.
Nejvyšší bod Gambie (53 m n. m.) se nachází ve východní části země v oblasti Upper River Division v okrese Wuli asi 1 km od senegalské hranice. Jedná se o malou výšinu poblíž osady Maka cca 17 km severozápadně od města Fatoto (souřadnice: 13°34′ s. š., 13°59′ z. d.). Je součástí Guinejské vysočiny.

## Správní členění
Gambie je rozdělena do pěti krajů zvaných division a jednoho města (city), ty dále na 43 okresů.
1. Lower River (Mansa Konko)
2. Central River (Janjanbureh)
3. North Bank (Kerewan)
4. Upper River (Basse Santa Su)
5. Western (Brikama)

Hlavní město Banjul je klasifikováno jako město na úrovni kraje. Největšími městy jsou ale Serekunda a Brikama.

## Ekonomika

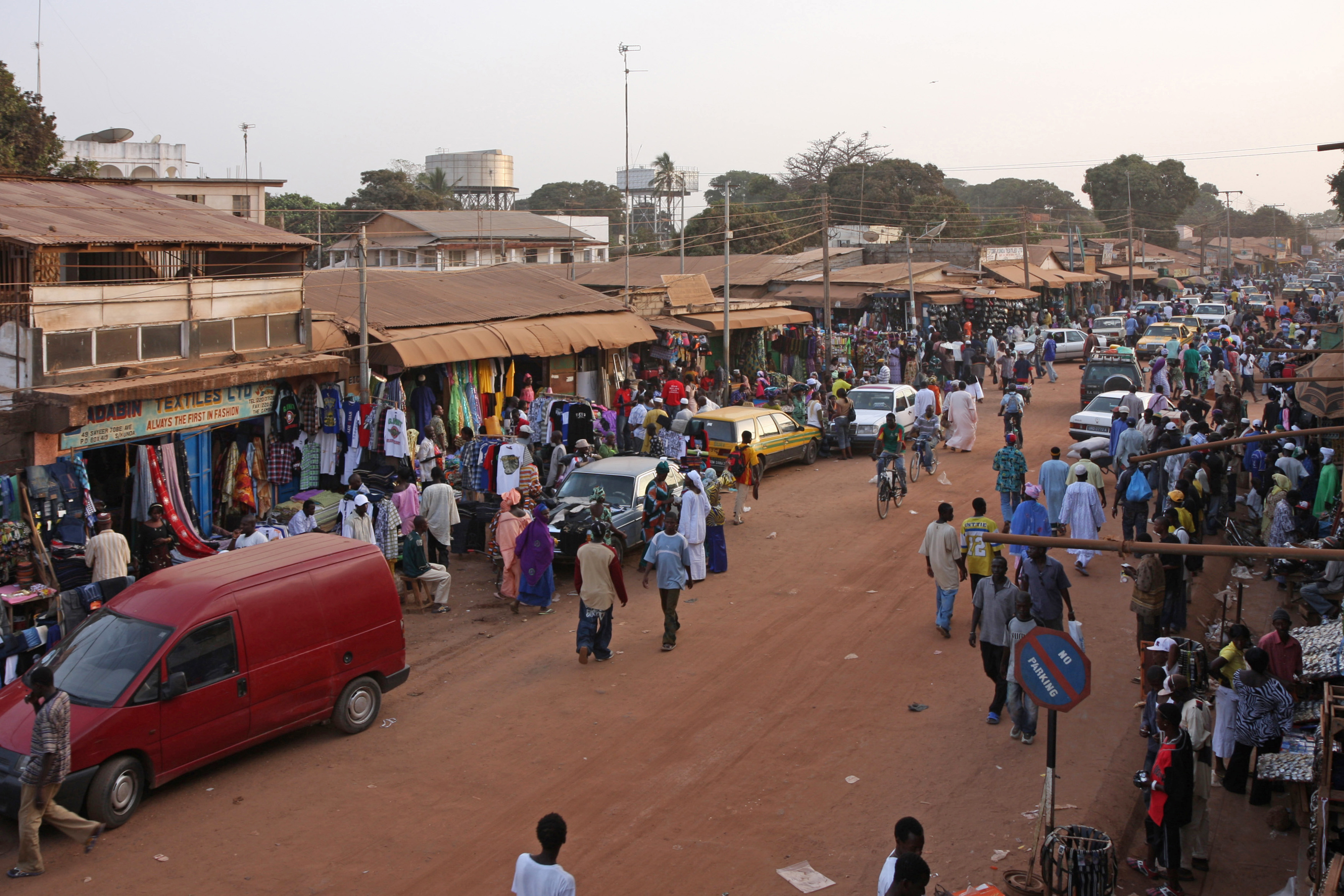
Trh v Serekundě

Gambie je zaostalý zemědělský stát. Sklízí se především podzemnice olejná, rýže, proso, maniok, luštěniny, kukuřice a bavlna. Chovají se skot, ovce a kozy. Významný je rybolov.
Gambie zabírá důležitou oblast uprostřed Senegalu a vzhledem k přírodním podmínkám hraje důležitou roli pro dopravu zboží v rámci Senegalu. Průjezd Gambií je proto zpoplatněn.
Důležitým hospodářským odvětvím se stává turistika, rozsáhlé turistické komplexy vyrůstají na pobřeží Atlantského oceánu. Gambijské pláže představují jedno z nejbližších celoročně teplých moří pro turisty ze západní Evropy.

## Politika

### Přehled hlav státu
- 18. 2. 1965 – 9. 2. 1966 – Sir John Warburton Paul – generální guvernér reprezentující britskou monarchii jako hlava státu
- 9. 2. 1966 – červenec 1966 – Sir Farimang Mamadi Singhateh – úřadující generální guvernér reprezentující britskou monarchii jako hlava státu
- červenec 1966 – 24. 4. 1970 – Sir Farimang Mamadi Singhateh – generální guvernér reprezentující britskou monarchii jako hlava státu
- 24. 4. 1970 – 22. 7. 1994 – Sir Dawda Kairaba Jawara – prezident; PPP
- 30. 7. 1981 – 5. 8. 1981 – Kukoi Samba Sanyang – předseda Národní revoluční rady; vzbouřenecký; voj.
- 22. 7. 1994 – 28. 9. 1996 – Yahya Abdul-Azziz Jemus Junkung Jammeh – předseda Prozatímní vládnoucí rady armádních sil; voj.
- 28. 9. 1996 – 18. 10. 1996 – Yahya Abdul-Azziz Jemus Junkung Jammeh – hlava státu
- 18. 10. 1996 – 2017 – Yahya Abdul-Azziz Jemus Junkung Jammeh – prezident; APRC
- od 2017 – Adama Barrow – prezident